# Urlatori
Urlatori (dosł. krzykacze) – termin stosowany we włoskiej muzyce rozrywkowej na określenie nowych wykonawców, którzy pojawili się na scenie muzycznej tego kraju pod koniec lat 50. XX w. i którzy, w różnym stopniu, wzorowali się na wykonawcach rock and rollowych, jeśli chodzi o technikę śpiewania i specyficzną dla tego gatunku ekspresję wykonawczą.

## Lata 50. i pocz. lat 60.
Inwazja rock and rolla i jego światowa popularność nie ominęły i Włoch. Jego adaptację ułatwiał boom ekonomiczny, jaki przeżywał ten kraj pod koniec lat 50. i nowe, powojenne pokolenie młodzieży, dla której wzorce kulturowe i obyczajowe płynące zza oceanu, z USA, stały się atrakcyjną alternatywą dla rodzimej tradycji muzycznej. Na tak przygotowanym gruncie wyrosła w dość szybkim czasie liczna grupa młodych wykonawców, dla których punkt odniesienia stanowiły już nie tradycyjne belcanto, ale właśnie rock and roll i spokrewnione z nim gatunki jak boogie-woogie czy twist, nie Enrico Caruso i Beniamino Gigli, ale Elvis Presley i zespół The Platters. Ten ostatni piosenką Only You zajął 1. miejsce na liście najlepiej sprzedawanych singli we Włoszech w roku 1957 a Bill Haley piosenką Rock Around the Clock zajął na wspomnianej liście miejsce 3.. Zdarzyło się więc po raz pierwszy w latach 50., że to nie włoska piosenka była najpopularniejszą piosenką roku. Inwazja rock and rolla była więc katalizatorem  nowych prądów i nowych twarzy we włoskiej muzyce pop, którzy nie dali na siebie długo czekać i szerokim frontem wtargnęli na estradę, usuwając w cień dotychczasowe gwiazdy jak: Claudio Villa, Nilla Pizzi, Duo Fasano, Flo Sandon’s, Luciano Tajoli czy Achille Togliani.
Ci nowi, zdeterminowani i ambitni wykonawcy to przede wszystkim Domenico Modugno (dwukrotny triumfator Festiwalu w San Remo w latach 1958 i 1959, obwołany po latach ojcem nowoczesnej piosenki włoskiej), Adriano Celentano (król włoskiego rock and rolla) i Mina, ale także szereg innych jak: Tony Dallara, Joe Sentieri, Pino Donaggio, Peppino di Capri, Ricky Gianco czy Giorgio Gaber, za sprawą których piosenka włoska radykalnie zmieniła swoje dotychczasowe oblicze ale i, paradoksalnie, zyskała światową popularność, kojarzoną dotychczas głównie z pieśniami neapolitańskimi lub rozrywkowymi adaptacjami  popularnych arii operowych.
Do popularności nowego trendu muzycznego wydatnie przyczyniła się też telewizja oraz nowinki techniczne, jak upowszechniające się tzw. juke-boxy. Szybko też zareagowała kinematografia; nakręcone wówczas filmy: I ragazzi del juke-box (1959) i Urlatori alla sbarra (1960)), stanowią swoisty manifest całego pokolenia włoskiej młodzieży tamtych lat.

## Lata 60.
W pierwszej poł. lat 60. doszły do głosu nowe trendy muzyczne, tym razem z Europy, z Wielkiej Brytanii. Pojawienie się na muzycznej scenie i oszałamiająca popularność zespołu The Beatles i nowego stylu muzyki młodzieżowej szybko usunęła w cień dotychczasowych idoli rock and rolla; nastąpiła prawdziwa  brytyjska inwazja zespołów i solistów: The Dave Clark Five, Petula Clark, Dusty Springfield, Gerry & The Pacemakers, Herman’s Hermits czy The Yardbirds. I w tym wypadku nowe trendy zostały szybko zaakceptowane na gruncie włoskiej muzyki pop.
Nowe osobowości, jakie się wówczas (1962 rok) pojawiły na włoskiej scenie muzycznej to przede wszystkim Gianni Morandi i Rita Pavone. Mieli oni stać się następcami pierwszego pokolenia ”urlatori”,  zawładnąć włoską sceną muzyczną i gustami włoskiej młodzieży na parę następnych lat choć i tu szybko pojawili się następcy: Caterina Caselli, Bobby Solo, Patty Pravo i, po raz pierwszy w tej skali, zespoły młodzieżowe: Equipe 84 (debiut fonograficzny w 1964), Camaleonti (1965), Giganti (1965), Dik Dik (1966), New Trolls (1968).

### Rola piosenkarzy amerykańskich w rozwoju piosenki włoskiej
Szybką adaptację rock and rolla i nowoczesnego śpiewania ułatwiał fakt, że znaczna grupa piosenkarzy amerykańskich, nie tylko rock and rollowych, miała włoskie korzenie. Dobitnym przykładem możne być tu zespół The Four Seasons, którego wszyscy członkowie byli włoskiego pochodzenia i którego styl stanowił połączenie rock and rolla z tradycyjną piosenką włoską. Inne nazwiska warte wzmianki to: Connie Francis (Concetta Rosa Maria Franconieri) i Timi Yuro (Rosemarie Timotea Aurro).
Zachęceni przykładem wyżej wymienionych również i inni wykonawcy północnoamerykańscy postanowili zwrócić baczniejszą uwagę na włoski rynek muzyczny. Paul Anka wykonywał z powodzeniem włoskie wersje swoich największych hitów a jeden z nich, Ogni volta, zaprezentował na Festiwalu w San Remo w 1964 roku.
Dużą popularność zdobył też inny gwiazdor rock and rolla, Neil Sedaka, który często śpiewał po włosku, w tym własne piosenki we włoskich wersjach językowych: La notte è fatta per amare, La terza luna, Lettera bruciata, Adesso no, I tuoi capricci, Il re dei pagliacci (King of clowns), Un giorno inutile (I must be dreaming), Esagerata (Little devil), Tu non lo sai (Breaking up is hard to do).
Włoska piosenka zyskiwała przez to nowe, alternatywne wykonania i międzynarodowy rozgłos, pozostając na stałe w repertuarze zagranicznych artystów.

## Koniec lat 60. i lata 70.

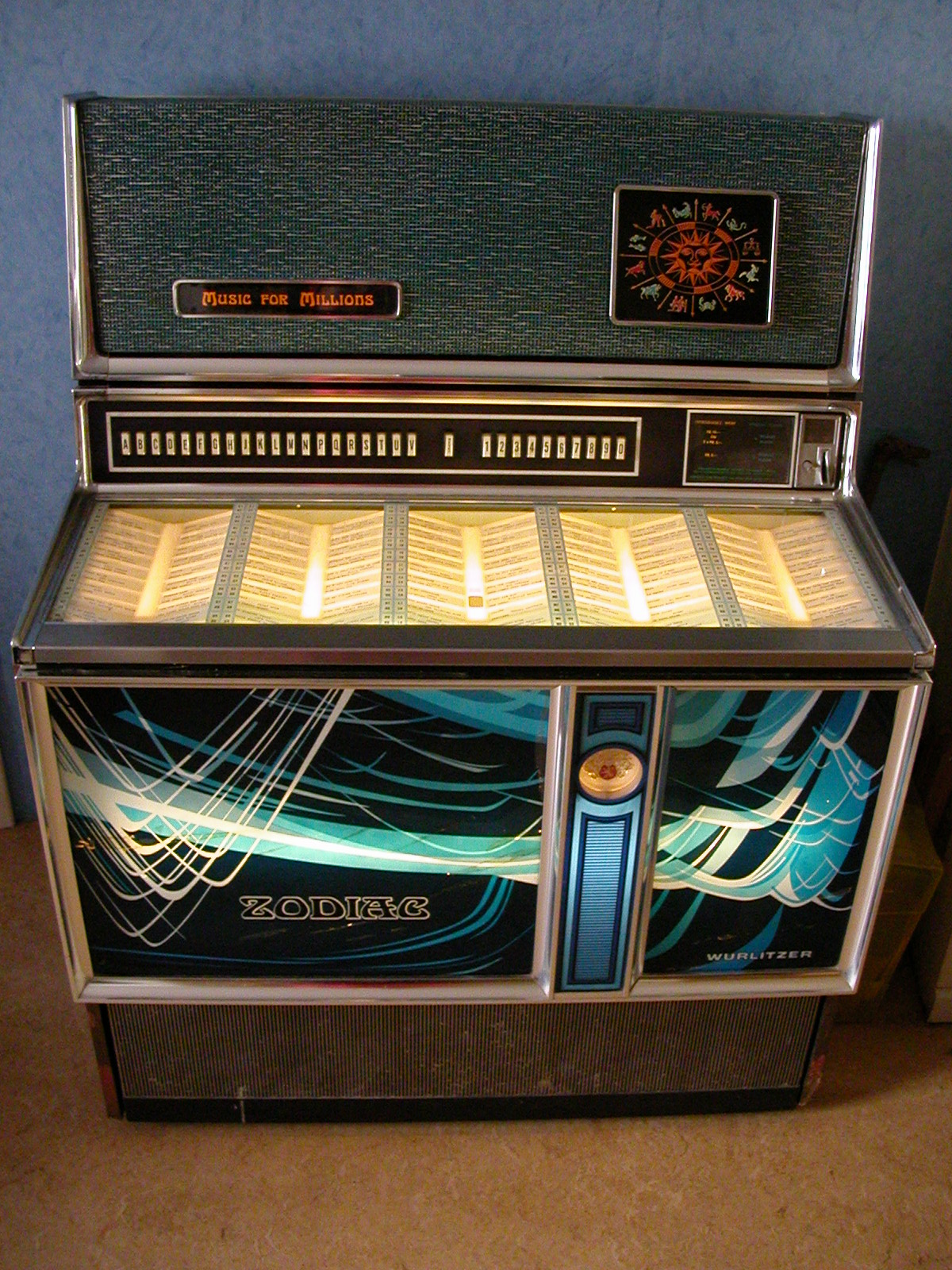
Juke-box z 1971

Pojawienie się i dojście do głosu zespołów we włoskiej muzyce pop wyznacza zarazem kolejny etap adaptacji wzorców angloamerykańskich na gruncie włoskim. Źródła inspiracji zostały poszerzone o muzykę folk czy rodzący się wówczas rock progresywny.
Eksponentami nowego trendu, którzy niemal już całkowicie zerwali z tradycjami włoskiego śpiewania stali się: wśród solistów Lucio Battisti i, już w latach 70., Claudio Baglioni a wśród zespołów – Le Orme (pierwszy album nagrany w 1968 w stylu Emerson, Lake and Palmer), Premiata Forneria Marconi (również odwołująca się do twórczości Emerson, Lake and Palmer oraz Yes czy nazwana przez krytyków „światowym ambasadorem włoskiego rocka”), Equipe 84 (początkowo naśladująca Bee Gees, później proponująca własną muzykę) czy Banco del Mutuo Soccorso (zespół z kręgu rocka progresywnego.
Ale ich już nikt nie nazywał ”urlatori”, bowiem nowoczesne śpiewanie zostało dawno przyswojone i zaakceptowane na gruncie włoskiej muzyki pop a czerpanie z obcych wzorów stało się powszechne.